# Ye Guangfu
Ye Guangfu (chinesisch 葉光富 / 叶光富, Pinyin Yè Guāngfù; * September 1980 in Chengdu, Provinz Sichuan) ist ein chinesischer Kampfpilot und Raumfahrzeugführer der Stufe II beim Raumfahrerkorps der Volksbefreiungsarmee.

## Jugend und Dienst in der Luftwaffe
Ye Guangfu wurde im September 1980 in der Volkskommune Wan’an im damaligen Kreis Shuangliu von Chengdu als Sohn von Landwirten geboren. Von 1992 bis 1995 besuchte er die Unterstufe des Gymnasiums von Wan’an. Er war ein guter Schüler, vor allem in Politik, Mathematik, Chemie und Sport.
Für die Oberstufe wechselte er an das in der Großgemeinde Taiping angesiedelte Kreisgymnasium, wo er den geisteswissenschaftlichen Zweig besuchte. Im Frühjahr 1998 kamen wie jedes Jahr Rekrutierungsoffiziere der Luftwaffe an das Gymnasium, um im Abiturjahrgang Offizieranwärter anzuwerben. Ye Guangfu meldete sich und bestand als erster Schüler des Gymnasiums die Musterungsprüfungen.
Nach dem Abitur im Juli 1998 trat er am 1. August 1998 in die Volksbefreiungsarmee ein und kam zunächst an die Pilotenakademie der chinesischen Luftwaffe in Changchun.
Nach dem Abschluss seiner Ausbildung war er Abfangjäger-Pilot, er flog die Jagdflugzeuge Shenyang J-6, Chengdu J-7E und J-7H sowie als Ausbilder die zweisitzigen Strahltrainer JJ-6 und JJ-7. Anschließend war er im Stab eines Geschwaders für die Planung der Luftkämpfe einer Ausbildungsrotte zuständig.
Im Mai 2002 trat Ye Guangfu in die Kommunistische Partei Chinas ein.

## Dienst im Raumfahrerkorps
Im Mai 2009 begann das Auswahlverfahren für die zweite Auswahlgruppe des Raumfahrerkorps der Volksbefreiungsarmee, wofür nur Kampfpiloten der Luftstreitkräfte der Volksrepublik China in Betracht gezogen wurden. Ye Guangfu, der 1100 unfallfreie Flugstunden absolviert hatte, wurde am 7. Mai 2010 zusammen mit vier weiteren Männern und zwei Frauen in das Raumfahrerkorps aufgenommen.
Im Januar 2013 begann das Chinesische Raumfahrer-Ausbildungszentrum, das Europäische Astronautenzentrum (EAC) bei der Raumfahrerausbildung zu unterstützen. Gleichzeitig wurde von beiden Seiten ausgelotet, wie eine weitere Zusammenarbeit aussehen könnte. Im Rahmen dieser Gespräche wurde vereinbart, dass das EAC chinesischen Raumfahrern die Möglichkeit zur Teilnahme an den Höhlentrainings in Sardinien bieten würde, die die ESA dort seit 2011 fast jedes Jahr abhält.
Hierbei handelt es sich um eine 15 Tage dauernde Ausbildungseinheit, bei der sechs Raumfahrer nach einem fünftägigen Einführungskurs sechs Tage im Höhlensystem Sa Grutta unter der Erde verbringen und nur im Licht ihrer Helmlampen Experimente durchführen müssen.
Schließlich wurde Ye Guangfu, der passables Englisch spricht und 2014 seine Raumfahrerausbildung inklusive Außenbordeinsatz-Qualifikation abgeschlossen hatte, dafür ausgewählt, bei CAVES 2016 teilzunehmen. In der Gruppe mit Raumfahrern aus Russland, Spanien, Japan und den USA fungierte er als Vermessungsingenieur.
Am 24. Juni 2016 begann der Kurs, und nach sechs Tagen unter der Erde kehrte Ye Guangfu am 10. Juli 2016 nach Peking zurück.
Im Dezember 2019 wurde Ye Guangfu zusammen mit Zhai Zhigang und Wang Yaping als Primärmannschaft für die Mission Shenzhou 13 eingeteilt. Die drei fungierten aber gleichzeitig als Ersatzmannschaft für Shenzhou 12  und trainierten parallel zu der ebenfalls für diese Mission eingeteilte Gruppe Nie Haisheng/Liu Boming/Tang Hongbo.  Am 16. Juni 2021, einen Tag vor dem Start, fiel die Wahl auf letztere Gruppe als Primärmannschaft. Im Oktober 2021 bildeten Zhai Zhigang, Wang Yaping und Ye Guangfu dann die Besatzung von Shenzhou 13.
Während einer Unterrichtsstunde aus dem All am 9. Dezember 2021 führte er zusammen mit Zhai Zhigang den sogenannten „Pinguin-Anzug“ (企鹅服) vor, den chinesische Raumfahrer seit dem Beginn der Flüge zu den Tiangong-Raumlabors im Jahr 2012 tragen, um dem körperlichen Verfall in der Schwerelosigkeit entgegenzuwirken.
Hierbei handelt es sich um eine weiterentwickelte Version des sowjetischen Pingwin-Anzugs, der ab 1978 auf der Raumstation Saljut 6 und dann auch auf der Mir eingesetzt wurde.
Am Oberkörper und an den Beinen entlang verlaufen in senkrechter Richtung wie Rucksackgurte verkürzbare Gummibänder, die zum einen die Wirbelsäule komprimieren und außerdem wie Expander wirken, die für jede Bewegung eine Anstrengung erfordern.
Neben seiner Funktion als Assistent von Wang Yaping war er beim Weltraumunterricht – eine zweite Unterrichtsstunde fand am 23. März 2022 statt – auch für die Demonstration der im Kernmodul Tianhe installierten Laborgeräte zuständig.
Am 26. Dezember 2021 führte Ye Guangfu zusammen mit Zhai Zhigang den zweiten Außenbordeinsatz der Mission Shenzhou 13 durch. Dabei trug er den mit gelben Markierungsstreifen versehenen Außenanzug C für Raumfahrer mit geringerer Körpergröße, den auch Wang Yaping am 7. November 2021 beim ersten Außenbordeinsatz der Mission getragen hatte.
Am 7. Januar 2022 lenkte er, unterstützt von seinen Kollegen, den ausgedienten Raumfrachter Tianzhou 2 bei einer Übung mittels Joysticksteuerung vom Kernmodul aus per Funk zunächst 200 m von der Raumstation weg, dann in zwei Etappen wieder heran.
Prinzipiell ist vorgesehen, dass unbemannte Raumflugkörper wie Frachter oder die Wissenschaftsmodule automatisch an der Station ankoppeln. Diese Übung diente dazu, im Falle eines Ausfalls der automatischen Systeme eine alternative Möglichkeit für Andockmanöver zu haben.
Zu seinem zweiten Raumflug startete Ye Guangfu am  25. April 2024 als Kommandant von Shenzhou 18. Zusammen mit Li Cong und Li Guangsu flog er zur Chinesischen Raumstation, wo sie über ein halbes Jahr verbrachten, bis sie von der Besatzung von Shenzhou 19 abgelöst wurden. Die Rückkehr zur Erde erfolgte am 3. November 2024. Mit 374 Tagen im All wurde Ye Guanfu der Taikonaut mit der längsten Weltraumerfahrung.